# Yūta Nakamoto
Yūta Nakamoto (中本 悠太, Nakamoto Yūta), né le 26 octobre 1995 à Kadoma, est un chanteur et acteur japonais.

## Biographie
Il est membre du boys band sud-coréen NCT, faisant ses débuts dans la deuxième sous-unité fixe du groupe NCT 127 en 2016 et dans la première sous-unité rotative du groupe NCT U  en 2020.
Yūta Nakamoto est né à Kadoma, au Japon. Il a une sœur aînée et une sœur cadette. Il est diplômé du lycée international de l'Université Yashima Gakuen. Nakamoto a joué au football de 5 à 16 ans et voulait devenir footballeur professionnel, rêve qu'il a abandonné pour poursuivre une carrière d'idole.